# جی. فرانک آلی
جی. فرانک آلی (به انگلیسی: J. Frank Allee) سناتور سابق عضو حزب جمهوری‌خواه ایالات متحده آمریکا بود. وی در سال ۱۹۰۳ تا ۱۹۰۷ میلادی سناتور ایالت دلاویر در سنای ایالات متحده آمریکا بود.